# نافين تشاولا
نافين تشاولا (من مواليد 30 يوليو 1945) هو مسؤول حكومي هندي، شغل منصب رئيس مفوض الانتخابات في الهند. قام بتنفيذ أربع مراحل (من أصل خمسة) في الانتخابات العامة الهندية إلى لوك سابها تحت إشرافه في أبريل ومايو 2009.